# Anthology: Set the World Afire
Albums de Megadeth
Warchest
(2007)
Anthology: Set the World Afire est la 3e compilation du groupe Megadeth sorti en 2008.

## Liste des titres

### Disque 1
| No  | Titre                                 | Auteur                                                    | Durée |
| --- | ------------------------------------- | --------------------------------------------------------- | ----- |
| 1.  | The Mechanix                          | Dave Mustaine                                             | 4:22  |
| 2.  | Rattlehead                            | Dave Mustaine                                             | 3:43  |
| 3.  | Peace Sells                           | Dave Mustaine                                             | 4:03  |
| 4.  | Wake Up Dead                          | Dave Mustaine                                             | 3:40  |
| 5.  | Devil's Island                        | Dave Mustaine                                             | 5:05  |
| 6.  | Anarchy in the U.K.                   | Johnny Rotten, Steve Jones, Glen Matlock, Paul Cook       | 3:01  |
| 7.  | Set the World Afire                   | Dave Mustaine                                             | 5:48  |
| 8.  | Into the Lungs of Hell (instrumental) | Dave Mustaine                                             | 3:22  |
| 9.  | In My Darkest Hour                    | Dave Mustaine, David Ellefson                             | 6:26  |
| 10. | Holy Wars... The Punishment Due       | Dave Mustaine                                             | 6:32  |
| 11. | Tornado of Souls                      | Dave Mustaine, David Ellefson                             | 5:19  |
| 12. | Hangar 18                             | Dave Mustaine                                             | 5:14  |
| 13. | Take No Prisoners                     | Dave Mustaine                                             | 3:26  |
| 14. | Go to Hell                            | Dave Mustaine, David Ellefson, Marty Friedman, Nick Menza | 4:36  |
| 15. | Sweating Bullets                      | Dave Mustaine                                             | 5:26  |
| 16. | Crown of Worms                        | Dave Mustaine, Sean Harris                                | 3:17  |
| 17. | High Speed Dirt (démo)                | Dave Mustaine, David Ellefson                             | 4:46  |

### Disque 2
| No  | Titre                                            | Auteur                                                    | Durée |
| --- | ------------------------------------------------ | --------------------------------------------------------- | ----- |
| 1.  | Skin o' My Teeth                                 | Dave Mustaine                                             | 3:14  |
| 2.  | Ashes in Your Mouth                              | Dave Mustaine, David Ellefson, Marty Friedman, Nick Menza | 6:10  |
| 3.  | Breakpoint                                       | Dave Mustaine, David Ellefson, Nick Menza                 | 3:29  |
| 4.  | Angry Again                                      | Dave Mustaine                                             | 3:47  |
| 5.  | Train of Consequences                            | Dave Mustaine                                             | 3:26  |
| 6.  | Reckoning Day (live)                             | Dave Mustaine, David Ellefson, Marty Friedman             | 4:34  |
| 7.  | À tout le monde                                  | Dave Mustaine                                             | 4:28  |
| 8.  | The Killing Road                                 | Dave Mustaine                                             | 3:57  |
| 9.  | New World Order                                  | Dave Mustaine, David Ellefson, Marty Friedman, Nick Menza | 3:47  |
| 10. | Trust                                            | Dave Mustaine, Marty Friedman                             | 5:12  |
| 11. | She-Wolf                                         | Dave Mustaine                                             | 3:38  |
| 12. | Insomnia                                         | Dave Mustaine                                             | 4:15  |
| 13. | Prince of Darkness                               | Dave Mustaine, Marty Friedman                             | 6:26  |
| 14. | Kill the King                                    | Dave Mustaine                                             | 3:46  |
| 15. | Dread and the Fugitive Mind                      | Dave Mustaine                                             | 4:25  |
| 16. | Foreclosure of a Dream                           | Dave Mustaine, David Ellefson                             | 4:17  |
| 17. | Symphony of Destruction (live, Cow Palace, 1992) | Dave Mustaine                                             | 4:08  |
| 18. | Peace Sells (live, Cow Palace, 1992)             | Dave Mustaine                                             | 4:16  |

## Crédits
- Dave Mustaine: chants, guitare rythmique & solo
- Marty Friedman: guitare (piste 10 à 17 (disque 1)), (piste 17 & 18 (disque 2)).
- Chris Poland: guitare (piste 1 à 5 (disque 1)).
- Al Pitrelli: guitare (piste 14 & 15 (disque 2)).
- Jeff Young: guitare (piste 6 à 9 (disque 1)).
- David Ellefson: basse
- Nick Menza: batterie (piste 10 à 17 (disque 1)), (piste 1 à 11 et 17 & 18 (disque 2)).
- Gar Samuelson: batterie (piste 1 à 5 (disque 1)).
- Jimmy Degrasso: batterie (batterie 12 à 15 (disque 2)).
- Chuck Behler: batterie (piste 6 à 9 (disque 1)).